# Schwabentor

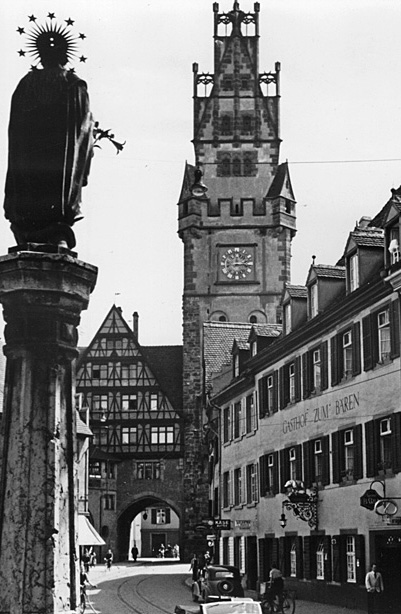
La porta nel 1936

La Schwabentor (porta sveva), chiamata anche Obertor nel Medioevo, è la più recente delle due porte cittadine rimaste delle mura difensive medievali di Friburgo in Brisgovia nel Baden-Württemberg, in Germania, rispetto alla gemella Martinstor.

## Storia
La porta costruita intorno al 1250 era originariamente aperta verso l'interno della città e fu chiusa con un muro di pietra nel 1547. Nel 1572 fu aggiunta una torretta con delle scale. Nello stesso anno Matthias Schwäri dipinse l'immagine di un mercante con un carro sulla parete interna. Nel XIX secolo, questa immagine scatenò una leggenda su un uomo svevo venuto a Friburgo con due barili pieni d'oro per acquistare la città. Fu ridicolizzato, soprattutto dopo aver scoperto che le botti contenevano solo sabbia e ciottoli. Prima della sua partenza, sua moglie aveva segretamente sostituito l'oro con materiale senza valore. 
Fino al 1900 la Schwabentor rimase per lo più invariata, ma poi fu quasi raddoppiata in altezza, secondo il progetto di Carl Schäfer, e dotata di un timpano a gradoni modellato sulle torri delle città della Germania settentrionale. Nel 1903 Fritz Geiges aggiunse, all'esterno, un dipinto del patrono di Friburgo, San Giorgio, raffigurato come un cacciatore di draghi. Le modifiche terminarono nel 1913 con la costruzione di annessi storicizzati. La modifica fu parzialmente annullata nel 1954 e la Schwabentor fu dotata di un tetto a tenda più semplice, che era simile a quello originale, e una torretta a campana con una cupola a cipolla. 
La chiave di volta dell'arco interno mostra una raffigurazione romanica del "Ragazzo con spina", un'antica figurina, che qui viene interpretata in modo cristiano, nel senso che l'uomo cammina sulla terra con la spina del peccato originale dentro di se. Chiunque passi attraverso la porta dovrebbe ricordarselo. 
Accanto alla porta c'è una piazza, che è ufficiosamente chiamata Platz der letzten Barrikade von 1848 ("Piazza dell'ultima barricata del 1848"). Il lunedì di Pasqua del 1848, un'associazione di volontari militari indipendenti di Baden fu sconfitta dalle truppe governative del Granduca di Baden, in superiorità numerica. 
La Schwabentor è stata ristrutturata dall'estate 2012. Dopo aver rimosso l'intonaco è emerso che i danni erano più gravi del previsto. La precedente estensione della torre aveva prodotto fessure nelle pareti e la fondazione dovette essere rinforzata perché non abbastanza stabile.

## Traffico
La Schwabentor si trova al confine dell'area pedonale del centro città e di solito solo una linea del tram di Friburgo la attraversa dirigendosi fuori dalla città. La dépendance sul lato nord è riservata a tram, motociclisti, taxi, consegne di merci e agli abitanti del centro città. Tutto il resto del traffico viene deviato sul suo lato destro.

## Museo
Dal 1969 c'è un piccolo museo privato, chiamato Zinnfigurenklause (in tedesco Zinnfigur è una figura di latta) nella Schwabentor. Diverse scene della storia della regione sono rappresentate nel museo, con l'aiuto di circa 9.000 personaggi di stagno a diorama, principalmente dai movimenti per la libertà nel sud della Germania (Battaglia di Sempach, rivolte contadine, Rivoluzione del 1848 a Baden ), ma anche dal tempo della Riforma protestante.